# 2,3,5,6-tetrachloorfenol
2,3,5,6-tetrachloorfenol is een organische verbinding met als brutoformule C6H2Cl4O. De stof komt voor als bruine kristallen met een kenmerkende geur. De stof is slecht oplosbaar in water.

## Toxicologie en veiligheid
De stof ontleedt bij verhitting en bij contact met sterk oxiderende stoffen, met vorming van giftige en corrosieve dampen van waterstofchloride. De stof is een zwak zuur en reageert met basen.
Sommige technische producten kunnen zeer giftige onzuiverheden bevatten, waaronder veelvuldig gechloreerde dibenzo-p-dioxines en -furanen.
De stof is irriterend voor de ogen, de huid en de luchtwegen. Herhaald of langdurig huidcontact kan een huidontsteking veroorzaken.
2,3,5,6-tetrachloorfenol kan acute effecten hebben op de stofwisseling, waardoor beschadiging van het centraal zenuwstelsel en van verscheidene organen kan optreden.